# Magnus Johan Hedberg
Magnus Johan Hedberg, född 22 november 1720 i Höreda socken, död 22 oktober 1795 i Kristbergs socken, han var en svensk präst.

## Biografi
Magnus Johan Hedberg föddes 1720 på Heddarp i Höreda socken. Han var son till nämndemannen och herredagsmannen Johan Månsson och Maria Danielsdotter. Hedberg studerade i Eksjö och Linköping. Han blev höstterminen 1743 student vid Lunds universitet och prästvigdes 3 juni 1750. Hedberg blev 7 oktober 1761 komminister i Kristbergs församling och tog pastoralexamen 5 juli 1769. Han blev 8 oktober 1777 kyrkoherde i Kristbergs församling. Hedberg avled av inflammation 1795 i Kristbergs socken.

### Familj
Hedberg gifte sig 31 augusti 1762 i Älvestads socken med Anna Margareta Könsberg (1730–1789), som var dotter till kyrkoherden Johan Könsberg och Catharina Christina Rosinius i Högby socken. De fick tillsammans barnen Christina Maria, Margareta Elisabeth, Hedda Johanna, Petrus (född 1768), Carl (född 1768) och Sara Catharina.